# Marie d’Orléans

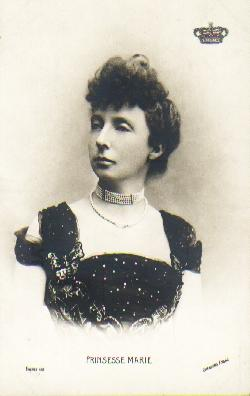
Marie d'Orléans

Marie Amélie Françoise Hélène d'Orléans (* 13. Januar 1865 in Ham, England; † 4. Dezember 1909 in Kopenhagen, Dänemark) war eine französische Prinzessin und durch Heirat Prinzessin von Dänemark.

## Familie
Marie d’Orléans war die älteste Tochter von Robert d’Orléans, duc de Chartres, und dessen Ehefrau Françoise d’Orléans und somit Urenkelin des letzten französischen Königs, Louis-Philippe I. Sie hatte vier jüngere Geschwister, darunter Jean, duc de Guise, französischer Thronprätendent, der von seinen Anhängern auch als „Jean III.“ bezeichnet wurde.
Marie wurde im englischen Exil geboren, in das sich ihre Familie 1848 geflüchtet hatte. Erst nach dem Sturz Napoléons III. 1871 zog sie mit ihrer Familie nach Frankreich.

## Leben

### Heirat
Marie d’Orléans heiratete Prinz Waldemar von Dänemark, den jüngsten Sohn König Christians IX. von Dänemark, am 20. Oktober 1885 in einer standesamtlichen Trauung in Paris, zwei Tage später folgte eine kirchliche Trauung im Château d'Eu. Das Paar waren Cousin und Cousine vierten Grades. Marie konvertierte nicht zum lutherischen Glauben, sondern behielt den römisch-katholischen Glauben bei. Marie und Waldemar folgten der dynastischen Regelung in solchen Fällen, dass Söhne im Glauben des Vaters, Töchter im Glauben der Mutter erzogen werden sollten.

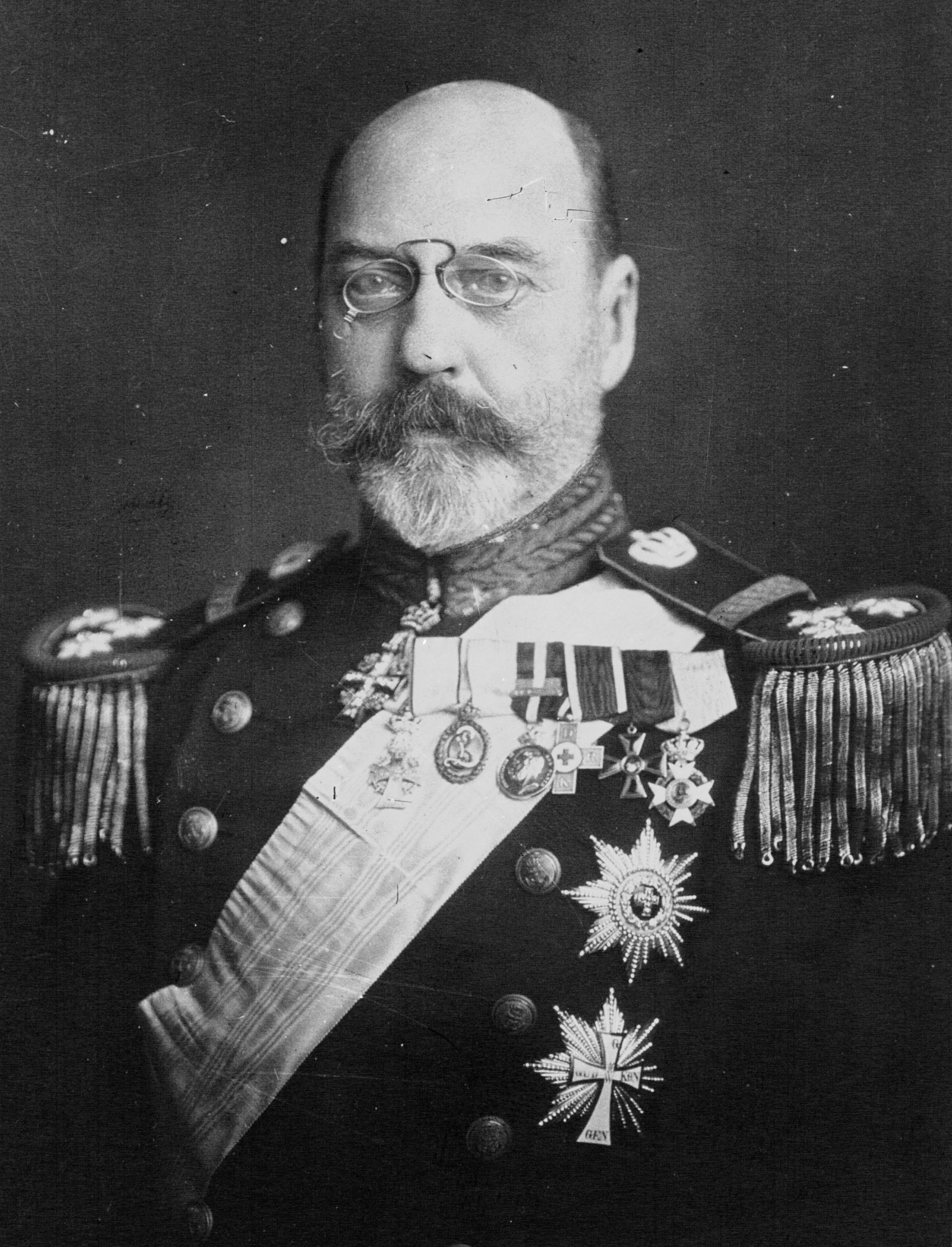
Waldemar von Dänemark 1936

Das Paar wohnte in Schloss Bernstorff, außerhalb von Kopenhagen, wo Waldemar geboren worden war. Waldemar hatte dort bereits zuvor mit seinem Neffen und Mündel Prinz Georg von Griechenland, einem jüngeren Sohn seines Bruders Vilhelm, der 1863 als Georg I. König der Hellenen geworden war, gelebt. Georg war nach Dänemark gekommen, um in die dänische Marine einzutreten und war unter den Schutz Waldemars gestellt worden, der Admiral in der dänischen Flotte war. Georg sollte später an seine Verlobte, Marie Bonaparte, schreiben, dass er seitdem eine tiefe Verbundenheit zu seinem Onkel Waldemar hatte.

### Charakter
Marie wurde als impulsiv, aktiv und geistreich bezeichnet und brachte einen entspannteren Stil an den steifen dänischen Hof. Sie sollte Dänisch nie fließend sprechen. Das Ehepaar verstand sich gut. Marie gewährte ihren Kindern eine freie Kindheit, ihr kunstvoller Geschmack und unkonventionellen Bräuche dominierten den Haushalt. Marie war sehr informell, stand für soziale Gerechtigkeit ein und drückte ihre Meinung öffentlich aus. Sie ritt gerne und war die offizielle Patronin der Feuerwehr, weshalb sie sich auch in einer Feuerwehruniform fotografieren ließ. Außerdem unterstützte sie die Marinekarriere ihres Mannes und ließ sich einen Anker auf den Oberarm tätowieren.
Marie hatte sich auch die Erlaubnis des Hofes eingeholt, ohne Hofdame das Haus verlassen zu dürfen und verbrachte den Großteil ihrer Zeit mit Künstlern. Sie malte und fotografierte und war Schülerin von Otto Bache und Frants Henningsen. Marie nahm 1889, 1901 und 1902 an Ausstellungen in Charlottenborg teil und war Mitglied der Dänischen Kunstakademie.
Entgegen den Erwartungen an die Frauen der königlichen Familie interessierte Marie sich für Politik. Mit ihrer Zustimmung nahm Waldemar 1886 den bulgarischen Thron nicht an. Marie gehörte der politischen Linken an und beeinflusste den König, die Reformen von 1901 anzunehmen, welche zur Ernennung einer Venstre-Regierung sowie der de facto Einführung des Parlamentarismus führte. Marie machte sich auch für französische Interessen stark, unter anderem wurde ihr von der französischen Presse zugeschrieben, die französisch-russische Allianz 1894 und den Frieden im französisch-deutschen Kolonialkonflikt über Marokko 1905 beeinflusst zu haben.
Marie verstarb am 4. Dezember 1909 in Bernstorff, während ihr Mann und drei ihrer Söhne sich in Indien befanden.

## Nachkommen
Aus ihrer Ehe mit Prinz Waldemar von Dänemark hatte Marie d'Orléans fünf Kinder:
- Prinz Aage von Dänemark (1887–1940); Graf von Rosenborg, ⚭ Mathilda Calvi dei Conti di Bergolo
- Prinz Axel von Dänemark (1888–1964); ⚭ Prinzessin Margaretha von Schweden
- Prinz Erik von Dänemark (1890–1950); Graf von Rosenborg, ⚭ Lois Frances Booth
- Prinz Viggo von Dänemark (1893–1970); Graf von Rosenborg, ⚭ Eleanor Margaret Green
- Prinzessin Margaretha von Dänemark (1895–1992); Prinz Renato von Bourbon-Parma. Ihre Tochter Anna wurde Königin von Rumänien.

## Nachleben

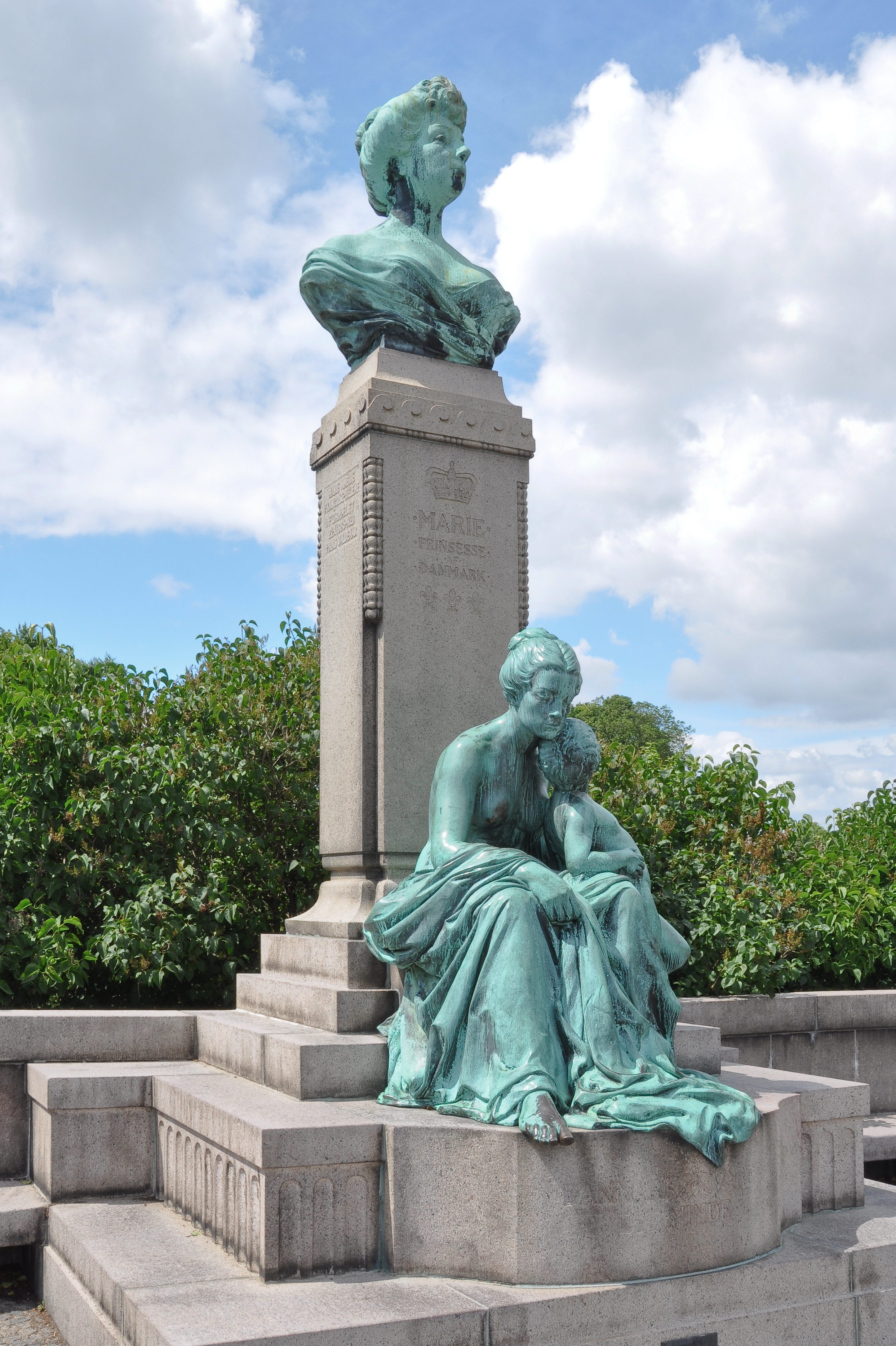
Denkmal in Langelinie, Kopenhagen

An Prinzessin Marie wird durch ein Denkmal in Langelinie, Kopenhagen, erinnert. Es wurde 1912 errichtet und zeigt eine Büste, die von Carl Martin-Hansen gefertigt worden ist. Außerdem wurden das Prinsesse Maries Hjem for gamle Sømænd og Sømænds Enker (Prinzessin Marie Heim für alte Seeleute und Witwen von Seemännern) in Christianshavn sowie die Prinsesse Maries Allé in Frederiksberg nach ihr benannt.
1883 wurde die Rosenzüchtung Marie d’Orléans nach ihr benannt.

## Titel und Ehrungen

### Titel
- 13. Januar 1865 – 22. Oktober 1885: Ihre Königliche Hoheit Prinzessin Marie d’Orléans
- 22. Oktober 1885 – 4. Dezember 1909: Ihre Königliche Hoheit Prinzessin Waldemar von Dänemark

### Ehrungen
Königreich Bayern
 Dame des St. Elisabethenorden
Dänemark
 Dame des Dannebrogordens